# Bob Wollek
Bob Wollek, nato Robert Johann Wollek poi dopo il 1945 Robert Jean Wolleck (Strasburgo, 4 novembre 1943 – Sebring, 16 marzo 2001), è stato un pilota automobilistico francese.
Specializzato nelle corse con vetture Sport Prototipo, con i quali ha gareggiato ai più alti livelli cogliendo innumerevoli risultati di prestigio.

## Carriera di sciatore
Bob Wollek iniziò la sua carriera sportiva nello sci alpino di cui fu Campione del mondo universitario e militare, dal 1966 al 1968 fece parte della squadra nazionale francese. Durante questo periodo fa il suo debutto nell'automobilismo partecipando con un amico ad un raduno di Renault 8 Gordini sul Monte Bianco. Ma questo debutto sulle quattro ruote, sebbene coronato da un primo successo, non è nient'altro che un intrattenimento per Wollek, che privilegia lo sci con l'obbiettivo di gareggiare ai Giochi olimpici invernali del 1968 a Grenoble. Ma in vista delle selezioni subisce un serio infortunio che pone fine alla sua carriera di sciatore.

## Gli inizi nell'automobilismo
Decide quindi di diventare un pilota automobilistico, prima nei rally, successivamente passa alla pista. Arriva secondo al Volante Shell, scuola di guida sportiva ruota; poi passa all'Alpine Trophy Le Mans vincendolo e guadagnandosi una partecipazione alla 24 Ore di Le Mans 1968, che conclude all'11º posto su un Alpine 1300. Si dedica alle monoposto, ma alcune belle prestazioni nel Campionato europeo di Formula 2 (compresa una vittoria a Imola nel 1972) non gli permettono di aprire le porte della Formula 1.

## Sport Prototipi
Gradualmente, si è specializzato nelle gare di endurance, affermandosi presto come uno dei migliori specialisti mondiali, diventando uno degli uomini di fiducia della Porsche. Vince per 3 volte il campionato tedesco di Gruppo 5: nel 1978, 1982 e 1983; vince la 24 Ore di Daytona per ben 4 volte: nel 1983, 1985, 1989 e 1991; trionfa anche alla 12 Ore di Sebring nel 1985, tuttavia non riuscirà mai a vincere la corsa che più gli sta a cuore, la 24 Ore di Le Mans, e questo nonostante molti buoni risultati (3 pole position, 4 vittorie di classe, 4 volte 2º assoluto, 2 volte 3º assoluto).

## La scomparsa
Bob Wollek era anche un grande appassionato di ciclismo, da tempo aveva un proprio rituale consolidato: per prepararsi fisicamente in vista della 24 Ore di Le Mans, nei giorni antecedenti la gara aveva l'abitudine di partire da Strasburgo e di giungere fino a Le Mans in bici da corsa. Il 16 marzo 2001 nei pressi del circuito di Sebring in Florida, dove si trovava per disputare la classica 12 Ore, mentre si stava allenando in sella alla sua bicicletta fu investito da un furgone guidato da un anziano conducente; trasportato al pronto soccorso dell'ospedale di Sebring venne dichiarato morto all'arrivo. Wollek avrebbe dovuto guidare la Porsche 996 GT3-RS della Petersen Motorsports con Johnny Mowlem e Michael Petersen, tuttavia in segno di rispetto l'auto fu ritirata e il giorno della gara gli organizzatori istituirono un minuto di silenzio in memoria di Wollek. Prima di morire, aveva annunciato che si sarebbe ritirato dalle corse e avrebbe svolto un ruolo di ambasciatore per la Porsche, accordo che avrebbe dovuto firmare al ritorno da Sebring.